# Draâ Ben Khedda
Draâ Ben Khedda é um distrito da província de Tizi Ouzou, no norte da Argélia. Em 2008, sua população era de 80 935 habitantes.